# Jacob Tersmeden den yngre
Jacob Tersmeden den yngre, född den 20 maj 1712 på Larsbo bruk, Söderbärke socken, Kopparbergs län, död den 9 februari 1767 i Hedemora, Kopparbergs län, var en svensk bruksägare.

## Biografi

### Tidiga år
Tersmeden föddes som son till bergsrådet Jacob Tersmeden den äldre och Elisabeth Gangia, dotter till Petrus Gangius. Vidare var han bror till bland annat den kände amiralen och memoarförfattaren Carl Tersmeden.

### Utbildning
Tersmeden blev redan som åttaåring, jämte sin äldre bror Per Reinhold, kautionsstudent i Uppsala 1720. Som den äldre brodern tidigt bestämde sig för en bana som ämbetsman stod det redan som barn klart för Jacob att det var han som skulle övertaga driften av släktens bergsbruk, och han studerade därför bland annat mineralogi för en professor Wallerius. Som 16-åring inskrevs han 1728 som auskultant i Bergskollegium men visade föga håg för de mer administrativa sidorna av bergsnäringen utan tillägnade sig sina största kunskaper inom yrket med att rent praktiskt bistå sin far med driften av Larsbo bruk.

### Karriär
I samband med sitt giftermål 1743 blev Tersmeden satt som bruksförvaltare av det av hans svärfar, överstelöjtnanten Lorentz Niklas Söderhielm, ägda Norns bruk, vilket han skötte i tolv år och med tiden även blev delägare i. Parallellt började han dock inte minst köpa andelar i Ramnäs bruk. För att kunna genomföra köpen, som gick på totalt 500 000 daler kopparmynt, tvangs han upptaga stora lån, men hade, tack vare de lysande konjunkturerna för järnexport, inom några få år inte bara amorterat dessa lån utan även byggt upp en ansenlig förmögenhet. 1750 gav Bergskollegium honom hederstiteln assessor utan någon därtill kopplad tjänstgöringsskyldighet.

### Familj
I och med faderns adlande 1751 upphöjdes även Jacob d.y. och hans syskon i adlig värdighet, och som den äldre brodern Per Reinhold avlidit barnlös redan 1747 blev det Jacob som påföljande år, 1752, inträdde som huvudman för den nyadlade ätten. Som sådan företrädde han den bland annat vid riksdagen 1755–56, där han anslöt sig till hattpartiet. Han deltog däremot inte i riksdagen 176–62 där i stället den yngre brodern Carl företrädde ätten.
Jacob Tersmeden d.y. gifte sig den 22 september 1743 på Engelsbergs bruk med Magdalena Elisabeth Söderhielm, kallad "Lona Lisa" (1718–1787), och fick med henne inte mindre än tolv barn:
1. Maria Elisabeth Tersmeden (1744–1808)
2. Jacob Niclas Tersmeden (1745–1822), brukspatron
3. Hedvig Charlotta Tersmeden (1747–1802)
4. Carl Tersmeden (1749–1767)
5. Per Reinhold Tersmeden (1751–1842), överste och ägare till Ramnäs bruk
6. Fredrik Tersmeden (1752–1819), generalmajor, kammarrättspresident med mera; upphöjd till friherre 1809
7. Magdalena (Lona) Elisabeth Tersmeden (1753–1794), gift med ärkebiskop Uno von Troil
8. Lars Gustaf Tersmeden (1755–1833), kapten och ägare till Göksholm
9. Ulrika Tersmeden (1757–1786), gift med lagmannen Casper Gyllenbååt
10. Herman Adolf Tersmeden (1758–1836), ryttmästare vid Adelsfanan
11. Erik August Tersmeden (1759–1790), överste
12. Benjamin Tersmeden (1761–1820), löjtnant och ägare till Hellby säteri

### Död

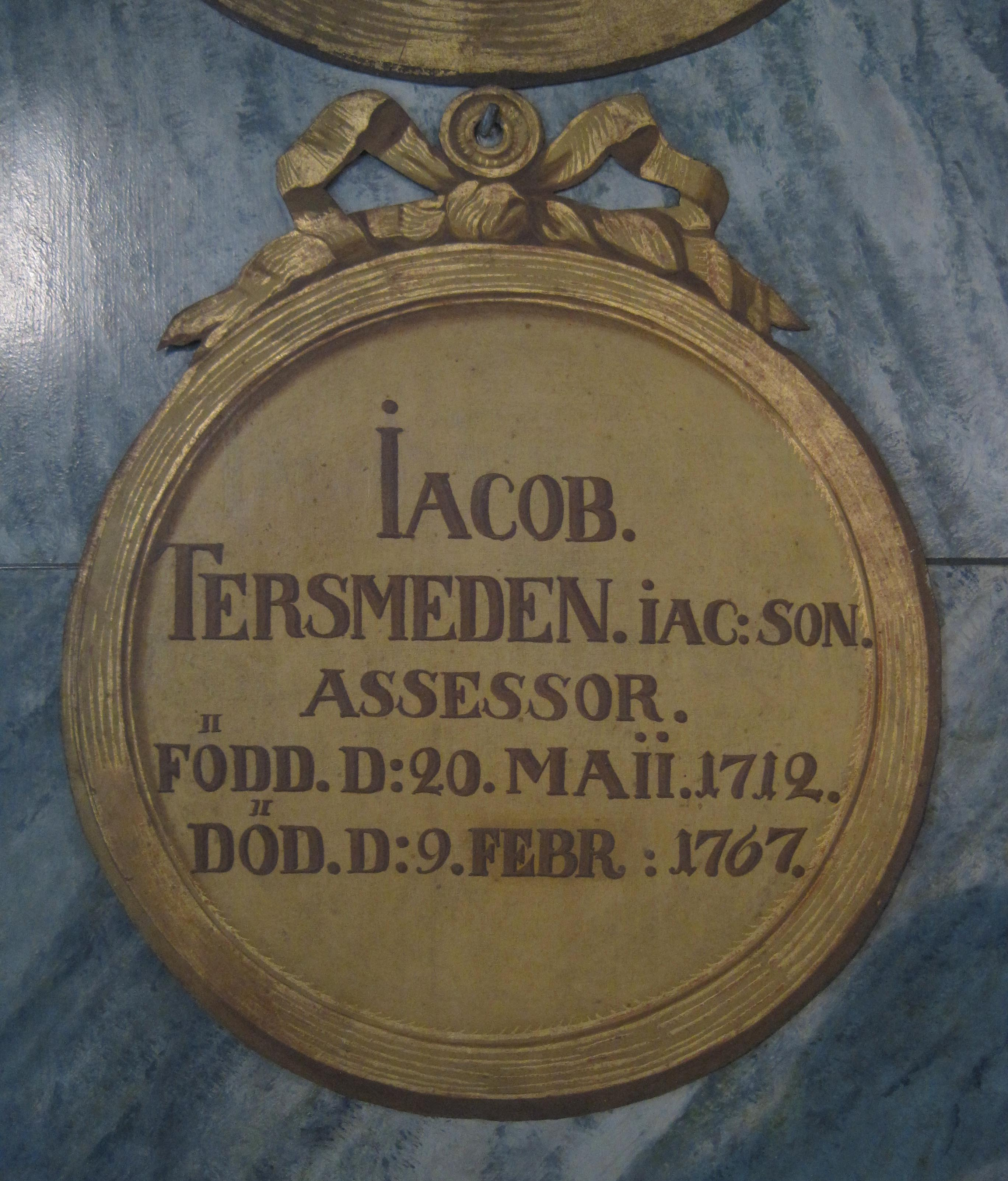
Namnplåt över Jacob Tersmeden d.y. i Tersmedenska gravkoret i Söderbärke kyrka.

Jacob Tersmeden avled den 9 februari 1767, vid en ålder av 54 år i "giktfeber" efter en resa till Hedemora marknad, och ligger begraven i det Tersmedenska gravkoret i Söderbärke kyrka. Hans änka, Lona Lisa, fortsatte framgångsrikt att driva Ramnäs fram till 1787 då hon överlät bruket på sonen Per Reinhold, vilken förde det till dess allra största blomstring.
Samtliga nu levande grenar av ätten Tersmeden utom en härstammar från Jacob Tersmeden d.y.